# Honor Society
Honor Society est un groupe pop/rock fortement influencé par le R & B. 
En 2009, le groupe signe sous le label Jonas Records (en collaboration avec Hollywood Records). Il sort son premier album Fashionably Late le 15 septembre de la même année, précédé par le single Where Are You Now, bande originale du film Bandslam. Leur second album, A Tale of Risky Business: Part II. sort en octobre 2011. 

## Carrière

### 2006–2008: deux premiers EP et débuts de carrière
Honor Society est créé en 2006, bien que Noyes ne fasse pas encore partie du groupe. La même année, ils sortent The Green Light EP (2006). Le deuxième EP, A Tale of Risky Business sort en mai 2008.

### 2008-2010: Découverte
Les Jonas Brothers découvrent Honor Society à la fin de 2008 et les signent sur le label avec Hollywood Records. Au printemps 2009, le magazine Rolling Stone l'identifie comme étant l'un des six groupes à surveiller. Il est aussi identifié comme "digne de faire du buzz" par MTV.
Leur premier album Fashionably Late sort le 15 septembre 2009.  Le groupe fait la première partie des Jonas Brothers World Tour 2009, et joue comme tête d'affiche sur le Fashionably Late Tour. Le premier album atteint le no 18 sur le Billboard 200 dans sa première semaine.
Dans Alvin and the Chipmunks: The Squeakquel, Honor Society interprète You Really Got Me pendant la scène d'ouverture avec les personnages principaux du film.
Le 14 décembre 2009, le groupe sonne la cloche d'ouverture de la Bourse de New York. Au cours de l'année 2009, Honor Society fait plusieurs apparitions à la télévision sur les chaînes d'information new-yorkaises. 
Le 3 décembre 2009, le groupe est invité dans l'émission Jimmy Kimmel Live!.  
En janvier 2010, il fait l'ouverture de Timbaland à six reprises lors de la tournée Shock Value II. Le groupe a enregistré plusieurs reprises sur des albums collectifs en 2009 et 2010.
Le groupe interprète l'hymne national et une performance musicale au Jamboree national scout 2010 le 31 juillet 2010.

### 2011–2013:A Tale of Risky Business: Part II,Serendipityet rupture
Le 25 octobre 2011, le groupe sort son deuxième album, A Tale of Risky Business: Part II. Deux singles en sont issus : Living a Lie et Hurricane. L'album est classé no 133 au Billboard 200 et no 29 dans les charts pour les albums indépendants. L'année suivante, le 18 septembre 2012, ils sortent leur troisième EP, intitulé Serendipity.

## Discographie

### Albums
- 2006 : The Green Light
- 2008 : A Tale of Risky Business
- 2009 : Fashionably Late
- 2011 : A Tale of Risky Business: Part II
- 2012 : Serendipity